# Elección papal de 1144
La elección papal de 1144 siguió a la muerte del papa Celestino II y resultó en la elección de Gerardo Caccianemici dall Orso como su sucesor Lucio II.

## Elección de Lucio II
El papa Celestino II falleció el 8 de marzo de 1144 en Roma, tras un pontificado de tan solo cinco meses. La elección de su sucesor tuvo lugar a la sombra de esta revolución municipal, que se oponía al gobierno secular del papa.
Celestino II no pudo recuperar el control total de la ciudad de Roma; además, tuvo que hacer frente a las exigencias del rey Roger II de Sicilia. Este problema quedó sin resolver a su muerte, ya que se negó a confirmar los privilegios concedidos a Roger por su predecesor, Inocencio II.
Los cardenales presentes en Roma eligieron al cardenal Gherardo Caccianemici, sacerdote del título de Santa Cruz de Jerusalén y antiguo canónigo regular de San Frediano de Lucca. No se han registrado los detalles sobre el lugar ni la fecha exacta de la elección.
Dado que el elegido era canciller de la Santa Sede y estrecho colaborador de Inocencio II y Celestino II, cabe suponer que los cardenales deseaban continuar su política, favorable al Imperio y hostil al rey Roger. El elegido tomó el nombre de Lucio II y recibió la consagración episcopal el 12 de marzo de 1144.

## Cardenales electores
En marzo de 1144, el Sacro Colegio Cardenalicio contaba probablemente con 39 cardenales. A partir del examen de las suscripciones de las bulas papales de 1144 y de los datos disponibles sobre las misiones externas de los cardenales, es posible establecer que en la elección participaron no más de 36 cardenales.
Veintidós electores fueron creados por Inocencio II, diez por Celestino II, dos por Calixto II y uno por Pascual II.
Tres cardenales estuvieron ausentes.